# انجمن منتقدان فیلم آستین
انجمن منتقدان فیلم آستین (انگلیسی: Austin Film Critics Association) سازمانی متشکل از منتقدان حرفه‌ای فیلم در آستین تگزاس در ایالات متحده است.

## تاریخ
انجمن منتقدان فیلم آستین در سال ۲۰۰۵ توسط منتقدان فیلم محلی کول دبنی و رابرت «بابی» مک‌کردی در حالی که در دبیرستان بویی در آستین بودند، تشکیل شد. این سازمان در هشت سال نخستش رشد کرد و از سه عضو در سال ۲۰۰۵ به بیست و پنج عضو در سال ۲۰۱۳ گسترش یافت.